# Nkwazi Football Club
Maillots
Actualités
Dernière mise à jour : 15 février 2012.
Le Nkwazi Football Club est un club de football zambien basé à Lusaka.

## Histoire
Le club participe à de nombreuses reprises au championnat de première division.